# Shirin Gerami
Shirin Gerami, nascuda l'any 1988, és la primera triatleta femenina iraniana, la primera dona iraniana en completar un ironman.

## Biografia
Shirin Gerami va néixer a l'Iran en 1988, però també ha viscut en altres països, a Anglaterra per 11 anys, així com als Estats Units. Els seus estudis de secundària els va realitzar en Lancing, Sussex Occidental, i en Durham, on va obtenir el seu grau en política, filosofia i economia. El seu pare va morir de càncer quan era jove.
Gerami s'ha convertit en una atleta que advoca pel dret de les dones de competir amb l'abillament hijab o cobertes, sigui per raons culturals-religioses o per altres raons, com a salut o simplement per no voler mostrar el cos: “La meva esperança és que en trobar la solució correcta, la roba llavors oferiria una oportunitat perquè més dones accedeixin a l'esport”, assenyala Gerami.

## Carrera professional
Quan cursava la universitat en Durham, Gerami va començar a fer triatló com un passatemps, i un amic li va suggerir representar a l'Iran en el triatló de Londres. La Federació de Triatló de l'Iran va rebutjar l'oferta pel fet que les dones iranianes han de cobrir el seu cos amb un hijab segons la llei islàmica, és a dir, cobrir el seu cap i coll, a més de les seves cames i braços. Gerami va demanar l'oportunitat de competir sota les lleis del seu país adaptant un vestit que cobrís el seu cos i que alhora li permetés competir. Per a aconseguir això, Gerami va haver de viatjar de Londres a l'Iran per a obtenir el permís del govern. Va passar una setmana tractant de persuadir a la gent, treballant amb un sastre a Teheran que li va dissenyar un kit especial per a poder competir. No obstant això, el procés perquè la federació iraniana acceptés el vestit va durar mesos i el va aconseguir fins un dia abans de la seva primera competència oficial.
Gerami competeix amb un vestit especial que cobreix tot el seu cos, amb l'afany de no transgredir les normes de vestimenta de l'Islam les quals impedeixen que les dones mostrin parts del seu cos, per la qual cosa s'ha de cobrir amb un hijab. Per aquesta raó es va convertir no sols en la primera dona iraniana a competir professionalment en un triatló, sinó la primera a fer-la amb el codi de vestimenta de l'Islam.
En 2013, va participar en el triatló PruHealth a Londres, juntament amb altres 8,500 atletes de 83 països, completant els 1,500 metres nedant, 40 quilòmetres de bicicleta i 10 quilòmetres de carrera, obtenint el lloc 79 de la categoria de 25-29 anys; això perquè la seva vestimenta la feia més lenta.
En 2016 es va convertir en la primera atleta iranià a completar un ironman a Kona (Hawaii) en 13 hores i 11 minuts.